# Torre de la Guàrdia (Serdinyà)
La Torre de la Guàrdia era una fortificació medieval de la comuna de Serdinyà, a la comarca del Conflent, de la Catalunya del Nord.
Era situada al veïnat de la Guàrdia, a prop a l'esquerra de la Tet.
La torre està documentada des del 1389, mentre que el veïnat de la Guàrdia ja ho està des del 1225.